# Techint
Techint er et argentinsk industriselskab, der blev etableret i Milano i 1945 af italienske Agostino Rocca. Virksomheden har i dag hovedkvarter i Milano og Buenos Aires. I 2019 bestod Techint-koncernen af seks datterselskaber indenfor byggeri, stålfremstilling, produktion af stålrør, udstyr og service til til mineindustri og energi.